# Llista de Creus de Sant Jordi/2014/Entitats

#### Entitats
Informació actualitzada per un bot. Els canvis manuals es perdran quan s'actualitzi!
| Entitat                                              | Wikidata  | Descripció                                                   | Imatge |
| ---------------------------------------------------- | --------- | ------------------------------------------------------------ | ------ |
| Institut Pere Mata                                   | Q6745206  | edifici de Reus                                              |        |
| Reial Acadèmia de Ciències i Arts de Barcelona       | Q9066994  | Acadèmia situada a Barcelona, fundada el 1764                |        |
| Comissions Obreres de Catalunya                      | Q11914913 | sindicat català                                              |        |
| Els Pescadors de l'Escala                            | Q11919026 | intérpret musical                                            |        |
| Unió General de Treballadors de Catalunya            | Q11953851 | sindicat català                                              |        |
| Casino Llagosterenc                                  | Q17166394 |                                                              |        |
| Institut d'Estudis Penedesencs                       | Q19368037 |                                                              |        |
| Coral El Llessamí                                    | Q20100442 | entitat coral de Sant Vicenç dels Horts                      |        |
| Federació Salut Mental Catalunya                     | Q20100552 |                                                              |        |
| Fundació Busquets de Sant Vicenç de Paül             | Q20100609 | centre residencial d’acció educativa                         |        |
| Fundació d'Oncologia Infantil Enriqueta Villavecchia | Q20100611 | entitat sense ànim de lucre de caràcter benèfic assistencial |        |
| Fundació Vidal i Barraquer                           | Q20100614 |                                                              |        |
| Organització Catalana de Trasplantaments             | Q20101389 |                                                              |        |
| Societat Coral Diana                                 | Q20101843 |                                                              |        |
| Federació d'Ateneus de Catalunya                     | Q20102398 | organització                                                 |        |